# Kander (Tyskland)
 For alternative betydninger, se Kander. (Se også artikler, som begynder med Kander)
Kander er en flod i  den tyske delstat Baden-Württemberg og en af Rhinens bifloder fra højre med en længde på 22 km. Kander har sit udspring ved det 1.165 meter høje bjerg Hochblauen i den sydlige del af Schwarzwald. De første 10 kilometer af Kander falder den 650 meter. Udmundingen i Rhinen nær Weil am Rhein ligger 750 meter lavere end udspringet.
Navnet Kander kommer fra det keltiske ord kandera som betyder den klart flydende.
47°46′49″N 7°42′22″Ø / 47.7803°N 7.7061°Ø